# 특장차
특장차(特裝車)란 특수한 장비를 갖추고 특수한 용도에 쓰이는 자동차를 의미한다.

## 특장차의 종류
특장차에는 주로 다음과 같은 종류가 있다. 화물차 중에선 카고 차량을 개조해서 만드는 게 일반적이다.
- 소방차
- 탱크로리
- 차량운반차
- 냉동탑차
- 제설차
- 믹서트럭
- 펌프카

이외에도 다양한 종류의 특장차가 있다. 흔히 볼 수 있는 구급차도 특장차 중 하나다.

## 같이 보기
- 트럭
- 상용차